# Janet Stancomb-Wills
Dame Janet Stancomb Graham Stancomb-Wills, DBE (Aldersgate, 1853 – Ramsgate, 22 luglio 1932), è stata una politica e filantropa britannica.
Prima donna sindaco della città di Ramsgate nel Kent, è divenuta famosa per la sua filantropia.
Figlia maggiore di George Perkins Stancomb e Catherine Janet Lobb, alla morte del padre e del fratello maggiore viene adottata insieme alla sorella Yda Emily Margaretha Stancomb da Sir William Henry Wills. Le due sorelle cambiano ufficialmente cognome in Stancomb-Wills.

## Filantropia
- Ha donato dalla città di Ramsgate un giardino pubblico che ancora porta il suo nome.
- Ha acquistato il terreno per la costruzione della maggiore area sportiva della città di Ramsgate.
- Ha finanziato la costruzione del reparto maternità dell'ospedale di Ramsgate nonché l'acquisto di una ambulanza e di diverso equipaggiamento per la locale stazione dei vigili del fuoco.
- Ha acquistato il terreno per la costruzione di una nuova scuola elementare a Ramsgate. L'istituzione è attualmente intitolata Dame Janet Community Junior School.
- Ha finanziato la spedizione Endurance comandata da Ernest Henry Shackleton e diretta verso l'Antartide. L'esploratore irlandese le ha dedicato il ghiacciaio Stancomb-Wills 75°00′S 22°00′W, la cui propaggine, chiamata lingua glaciale Stancomb-Wills, arriva a toccare il mare di Weddell.